# Paul Albert (Radsportler)

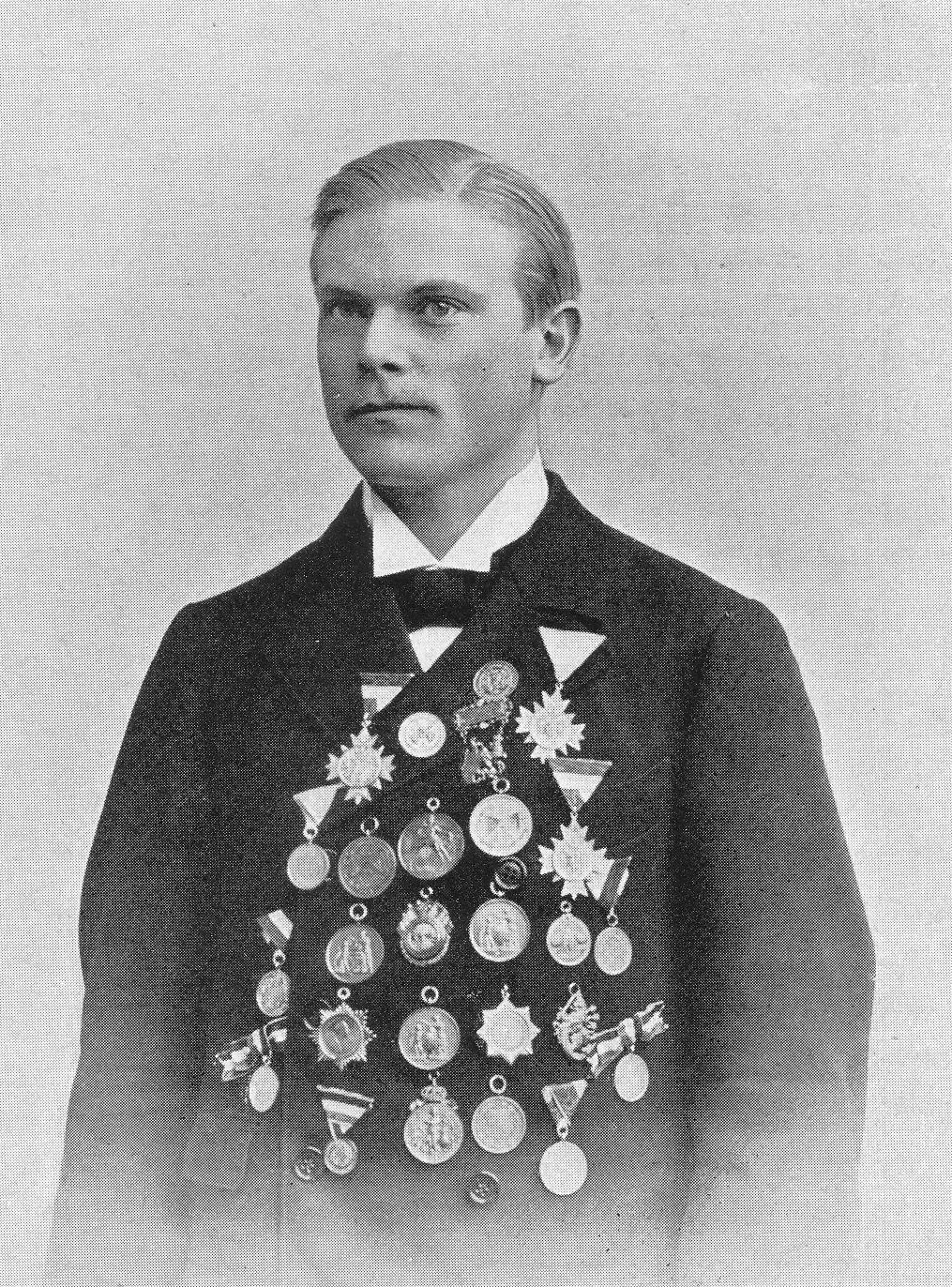
Paul Albert

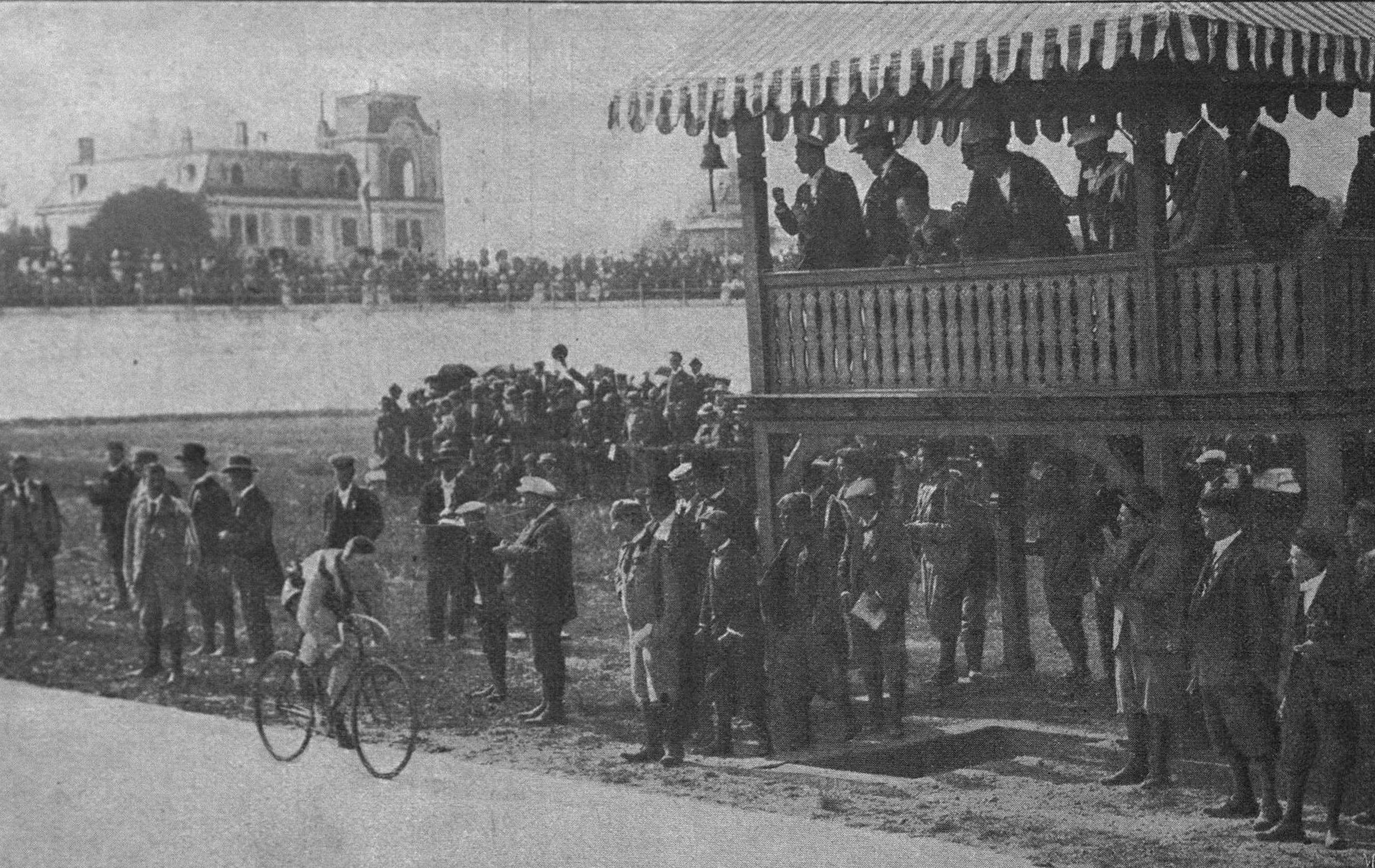
Paul Albert gewinnt 1899 in München den „Kaiserpreis“

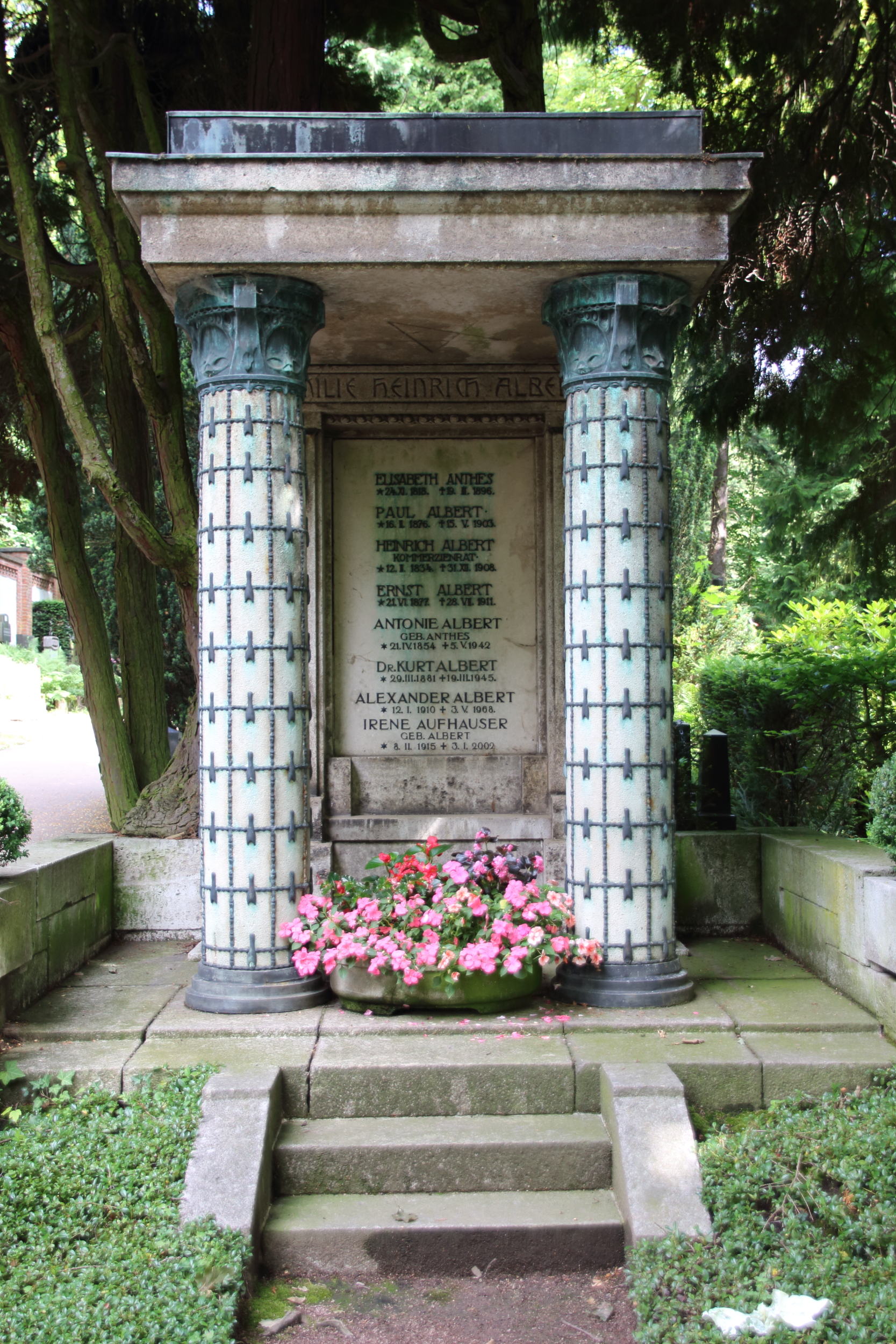
Grab der Familie Albert auf dem Nordfriedhof in Wiesbaden

Carl Paul Albert (* 16. Februar 1876 in Biebrich; † 15. Mai 1903 in Nieder-Ingelheim) war ein deutscher Radrennfahrer.
Paul Albert stellte eine Ausnahme im Radsport um die Wende vom 19. zum 20. Jahrhundert dar. Während viele Rennfahrer aus Arbeiter- oder Handwerkerkreisen stammten, für die der Sport eine Möglichkeit zum gesellschaftlichen Aufstieg bot, stammte Albert aus einer angesehenen Großindustriellen-Familie: Sein Vater, Kommerzienrat Heinrich Albert, besaß in Biebrich die Chemischen Werke H. & E. Albert. Paul Albert selbst absolvierte ein Ingenieurstudium am Polytechnikum in Berlin.

## Radsportkarriere
1897 begann Albert, Mitglied des „RSB Nassau“, mit dem Amateur-Radsport als „Flieger“ (heute Sprinter). Im August 1898 gewann er den „Großen Preis von Deutschland“ in Berlin auf dem Kurfürstendamm. Vier Wochen später wurde er in Wien Sprint-Weltmeister der Amateure und erlangte noch im selben Jahr den deutschen Meistertitel. Mit einer Sondererlaubnis durfte Albert 1898 gegen den Weltmeister der Berufsfahrer, den Amerikaner George A. Banker, in einem Vergleichsmatch antreten. Die Zuschauer bejubelten Albert am Start und warteten dann vergeblich auf seinen Gegner. Banker hatte kurz vor dem Wettkampf abgesagt und scheute den Vergleich mit dem Amateur. 1898 und 1899 gewann er die „Meisterschaft von Hannover“ und auch die englische Meisterschaft über 880 Ellen (rund 1000 Meter). Er gehörte gemeinsam mit Willy Arend und Thaddäus Robl zu den herausragenden deutschen Radsportlern seiner Zeit. Auf dem Höhepunkt seiner Karriere lehnte er alle Angebote ab, Berufsfahrer zu werden. 1900 zog er sich vom Radsport zurück.

## Tod durch Unfall
Heinrich Albert verbot seinem Sohn, weiter Radsport zu betreiben sowie an den Olympischen Spielen 1900 in Paris teilzunehmen. Albert wandte sein Interesse dem Automobilsport zu und legte sich auch selbst einen Rennwagen zu. Mit einem Mercedes Simplex Rennwagen der Cannstatter Daimler-Motoren-Gesellschaft waren er und sein Monteur Georg Saaler, der den Wagen lenkte, am 15. Mai 1903 auf dem Weg nach Frankreich, um an der Automobil-Fernfahrt „Paris-Madrid“ teilzunehmen. Sie verunglückten aber von Mainz kommend auf der „Steig“ kurz vor Nieder-Ingelheim. Erste Hilfe leisteten ein Hauptmann a. D. und seine Frau, die inzwischen Eigentümer der Villa waren, welche der niederländische Schriftsteller Eduard Douwes Dekker, gen. Multatuli, 1881 an der Chaussee von Mainz nach Ingelheim erworben hatte. Paul Albert erlag am Tag vor seinem 27. Geburtstag den schweren Verletzungen im Nieder-Ingelheimer Ludwigsstift, ohne das Bewusstsein wieder zu erlangen.
Georg Saaler, der vom Ludwigsstift Ingelheim ins Rochushospital nach Mainz verlegt werden konnte, war trotz seiner schweren äußeren und inneren Verletzungen Mitte Juni 1903 soweit hergestellt, dass er das Hospital verlassen konnte. Auf Initiative der Allgemeinen Radfahrer Union gab der Bürgermeister von Nieder-Ingelheim nach dem Unfall die Erlaubnis, an der „Steig“ eine Warntafel aufzustellen. Bereits Jahre zuvor war an dieser gefährlichen Stelle ein Radfahrer aus Frankfurt tödlich verunglückt.
Der Unfall war Auslöser einer Kriminalaffäre. Paul Albert hatte von seinem Vater 100.000 Goldmark (821.000 Euro) für die Teilnahme an der Fernfahrt erhalten. Den Rennwagen hatte er – nach den Mitteilungen der lokalen Zeitungen – für 60.000 Mark (493.000 Euro) erstanden, die restlichen 40.000 Mark (329.000 Euro) wohl in französische Francs umgewechselt. Dieses nach dem Unfall verschwundene Geld führte zu zahlreichen Vermutungen in der regionalen Presse und zu Untersuchungen von Staatsanwaltschaft und Kriminalpolizei.

## Nachruf und Gedenken
Im Nachruf hieß es, Albert sei der „Inbegriff der Vollkommenheit“ gewesen, „die Verkörperung desjenigen, was die deutsche Rasse an körperlicher Leistungsfähigkeit produzieren kann – unter den Hunderttausenden, welche in den verschiedenen Ländern in heissem Ringen um die erste Stellung kämpfen, war er die hervorragende Erscheinung, eine Klasse für sich […] da hat ganz Deutschland einen seiner besten Söhne verloren“.
Der Rheinische Volksbote vom 20. Mai 1903 würdigte Paul Albert in einem weniger martialischen Ton: „Die Todesnachricht hat in den weitesten Kreisen des Sportes große Bestürzung und Theilnahme hervorgerufen, denn Albert war nicht nur der beste Amateurrennfahrer, dessen Deutschland sich nach August Lehrs Zeiten jemals rühmen durfte, sondern er war auch eine liebenswürdige und sympathische Persönlichkeit im rennsportlichen Leben.“
Als Schöpfer des Grabmals der Familie Heinrich Albert auf dem Wiesbadener Nordfriedhof ist Johannes Baader Dresden, der spätere  „Oberdada“,  verzeichnet.
Bis zum Zweiten Weltkrieg wurde jährlich am 8. September, dem Jahrestag seines WM-Sieges, in Wiesbaden an Alberts Grab eine Gedenkfeier abgehalten und anschließend ein Radrennen ausgetragen. Organisiert wurden die Veranstaltungen von einem ehemaligen Hochradfahrer aus Wiesbaden, Josef Schmidt, mit Unterstützung von Paul Alberts Bruder Kurt. Im Jahre 1938 wurde in den Schaufenstern eines Wiesbadener Sportgeschäfts eine „Paul-Albert-Gedächtnisausstellung“ gezeigt.

## Familiäre Verbindungen
Paul Alberts Mutter war die Kunstsammlerin Antonie Albert. Sein Bruder Ernst Albert war verheiratet mit Katharina Daelen und Vater der zweiten Ehefrau des Dirigenten Wilhelm Furtwängler, Elisabeth Ackermann. Somit war er ein Großvater der Schauspielerin Kathrin Ackermann sowie Urgroßvater der Schauspielerin Maria Furtwängler. Auch Ernst Albert kam durch einen Unfall ums Leben, 1911 beim Bergsteigen in Tirol.